# Mike Ford (Eishockeyspieler)
Michael „Mike“ Ford (* 26. Juli 1952 in Ottawa, Ontario) ist ein ehemaliger kanadischer Eishockeyspieler, der im Verlauf seiner aktiven Karriere zwischen 1971 und 1986 unter anderem 267 Spiele für die Winnipeg Jets und Calgary Cowboys in der World Hockey Association (WHA) sowie weitere 215 Partien für den Duisburger SC, Kölner EC und ERC Freiburg in der Eishockey-Bundesliga auf der Position des Verteidigers bestritten hat. Des Weiteren war er als Profi in Schweden und der Schweiz aktiv. Seine größten Karriereerfolge feierte Ford in Diensten der Winnipeg Jets mit dem zweifachen Gewinn der Avco World Trophy der WHA in den Jahren 1976 und 1978.

## Karriere
Bereits im Junioreneishockey in der Western Canada Hockey League (WCHL) bei den Winnipeg Jets und Brandon Wheat Kings zeigte Ford seine offensive Ausrichtung als Verteidiger und wurde so von den Detroit Red Wings aus der National Hockey League (NHL) beim NHL Amateur Draft 1972 ausgewählt.
Mit Detroits Farmteam, den Port Huron Wings, erreichte er in der Saison 1972/73 das Finale um den Turner Cup der International Hockey League (IHL). Doch nicht in der National Hockey League, sondern deren damaliger Konkurrenzliga, der World Hockey Association, schaffte der Abwehrspieler den Durchbruch. Mit den Winnipeg Jets gewann er 1976 an der Seite von Bobby Hull, Ulf Nilsson und Anders Hedberg den Titel in Form der Avco World Trophy. Er wechselte 1976 innerhalb der Liga zu den Calgary Cowboys und 1977 nach Schweden zu Västra Frölunda IF. Zu den Playoffs war er aber in beiden Jahren zurück bei den Jets. 1978 gelang ihm mit den Jets der zweite Titelgewinn. 
Aus dem Kader der Jets traf er zur Saison 1979/80 beim Duisburger SC mit Ken Baird und Lynn Powis zwei alte Bekannte. Nach starken Leistungen verpflichteten ihn der Kölner EC. Über Jahre war er einer der offensiv stärksten Verteidiger der Bundesliga. Für die Saison 1983/84 wechselte er zum ERC Freiburg. Danach folgten nur noch kurze Engagements jeweils für wenige Spiele bei der Düsseldorfer EG, dem SC Langnau in der Schweiz und in Freiburg, wo der EHC inzwischen zweitklassig war. Nach der Spielzeit 1985/86 beendete er im Alter von 34 Jahren seine Karriere als Aktiver.

## Erfolge und Auszeichnungen
- 1976 Avco-World-Trophy-Gewinn mit den Winnipeg Jets
- 1978 Avco-World-Trophy-Gewinn mit den Winnipeg Jets
- 1981 All-Star-Team des Spengler Cups